# Учкент
Учкент (в пер. с кумыкского — «три села») — село в Кумторкалинском районе Дагестана.
Образует муниципальное образование село Учкент со статусом сельского поселения как единственный населённый пункт в его составе.

## География
Село расположено на федеральной трассе «Кавказ», в 21 км к северо-западу от села Коркмаскала.

## История
Село образовано в 1970-м году путем переселения жителей сел Капчугай, Экибулак, Шамхалбулак и Ахатлы разрушенных землетрясением в хутор Алмалы.
В 1929 году хутор Алмалы входил в состав Капчугайского сельского совета Буйнакского района и состоял из 6 хозяйств.

## Население
| 1989  | 2002  | 2010  | 2012  | 2013  | 2014  | 2015  |
| ----- | ----- | ----- | ----- | ----- | ----- | ----- |
| 2493  | ↗3157 | ↗3702 | ↗3740 | ↗3795 | ↗3856 | ↗3884 |
| 2016  | 2017  | 2018  | 2019  | 2020  | 2021  | 2023  |
| ↗3921 | ↗3967 | ↗4007 | ↗4020 | ↗4086 | ↗4996 | ↗5007 |
| 2024  | 2025  |       |       |       |       |       |
| ↗5071 | ↗5117 |       |       |       |       |       |

 среди которых (2002 г.) — 64,7 % (кумыки), 33,5 % (аварцы).
В 1929 году на хуторе проживало 26 человек (14 мужчин и 12 женщин), 100 % населения — кумыки.
Национальный состав
По данным Всероссийской переписи населения 2021 года:	
| №        | Национальность | Численность, чел. | Доля    |
| -------- | -------------- | ----------------- | ------- |
| 1        | кумыки         | 3 081             | 61,66 % |
| 2        | аварцы         | 1 859             | 37,20 % |
| 2.000001 | не указавшие   | 6                 | 0,12 %  |
| 2.000002 | прочие         | 50                | 1,00 %  |
| 2.000003 | всего          | 4 996             | 100 %   |